# روزهای نیچه در تورین
روزهای نیچه در تورین (به پرتغالی: Dias de Nietzsche em Turim) و (به انگلیسی: Days of Nietzsche in Turin) یک فیلم شبه‌مستند در ژانر درام و فلسفی به کارگردانی خولیو برسانه است که در سال ۲۰۰۱ با نقش‌آفرینی فرناندو ایراس در نقش فریدریش نیچه، فیلسوف برجسته آلمانی منتشر شد. این فیلم به آخرین روزهای این فیلسوف قبل از فروپاشی روانی در شهر تورین ایتالیا می‌پردازد. نیچه در این دوره کتاب‌هایی از جمله اینک انسان را نوشت. در فیلم هیچ گفتگویی میان شخصیت‌های داستان شکل نمی‌گیرد و فقط صدای راوی (نیچه) به گوش می‌رسد که در طول فیلم، از نقل قول‌ها و گزین گویه‌های او استفاده می‌شود.